# Synapturanus salseri
Synapturanus salseri es una especie de anfibio anuro de la familia Microhylidae. Se encuentra en Brasil, Colombia y Venezuela. 